# Arkansas
Arkansas (anglická výslovnost  [ˈɑrkənsɔː]IPA, oficiálně State of Arkansas) je stát nacházející se na jihu Spojených států amerických, v oblasti západních jižních států v jižním regionu USA. Arkansas hraničí na severu s Missouri, na severovýchodě s Tennessee, na východě s Mississippi, na jihu s Louisianou, na jihozápadě s Texasem a na západě s Oklahomou.
Se svou rozlohou 137 733 km² je Arkansas 29. největším státem USA, v počtu obyvatel (3,0 milionů) je 33. nejlidnatějším státem a s hodnotou hustoty zalidnění 22 obyvatel na km² je na 34. místě. Hlavním a největším městem je Little Rock s 200 tisíci obyvateli. Dalšími největšími městy jsou Fort Smith (90 tisíc obyv.), Fayetteville (80 tisíc obyv.), Springdale (70 tisíc obyv.) a Jonesboro (70 tisíc obyv.). Nejvyšším bodem státu je vrchol Mount Magazine s nadmořskou výškou 839 m v pohoří Ouachita Mountains. Největšími toky jsou řeky Mississippi, která tvoří část hranice s Tennessee a státem Mississippi, a Arkansas.
Do oblasti Arkansasu se první evropští průzkumníci dostali v roce 1541. Od 80. let 17. století bylo území součástí Nové Francie, Evropané zde však měli jediné osídlení, tzv. Arkansas Post. V roce 1762 získali region na základě výsledků sedmileté války Španělé, kteří jej začlenili do místokrálovství Nové Španělsko. Arkansas získal své jméno z francouzské výslovnosti illinoiského slova „akakaze“ (tj. lidé z dolního toku řeky), jak byl označován místní quapawský kmen. Zpět do francouzského držení se oblast dostala v roce 1800, o tři roky později celou Louisianu odkoupily Spojené státy. Území Arkansasu bylo poté součástí louisianského a následně missourského teritoria. Ve druhém desetiletí se oblast začala zalidňovat a v roce 1819 bylo vytvořeno vlastní arkansaské teritorium, které existovalo do roku 1836. Arkansas se 15. června 1836 stal 25. státem USA. Za americké občanské války byl Arkansas v letech 1861–1865 součástí Konfederace, k Unii byl opět připojen roku 1868.

## Historie
Z Evropanů se do Arkansasu jako první v roce 1541 dostala expedice, kterou vedl španělský cestovatel Hernando de Soto. Od konce 17. století patřil Arkansas Francii jako součást francouzské Louisiany. Spojené státy ji od Francie koupily v roce 1803 za 15 milionů USD.
Arkansas vstoupil do unie v roce 1836 jako 25. stát. Byl to otrokářský stát, jehož ekonomika a bohatství elit se tvořily na úkor černých otroků dovážených z Afriky. Obchod s nimi byl velmi lukrativní a výnosný, stejně jako jejich zneužívání k práci. Náklady na jejich práci byly minimální. Arkansas 6. května 1861 vystoupil z Unie, jelikož nesouhlasil s oficiální politikou USA, které šlo o zrušení otroctví. Následovala občanská válka. Po porážce Konfederace a rekonstrukci válkou zničené země byl Arkansas znovu začleněn do Unie, již jako stát, který oficiálně respektoval práva černého obyvatelstva, i když jen papírově. Projevy rasismu přetrvávají ojediněle dodnes.
Dne 18. září 1980 došlo na území tohoto státu k tzv. incidentu Damaskus, kdy na vojenské instalaci raketového sila s mezikontinentální raketou Titan II došlo k havárii a hrozila exploze její extrémně silné termonukleární hlavice. Z 80. let 20. století se Arkansas dostal do povědomí coby vstupní místo pro pašování drog z Jižní a Střední Ameriky, které do Spojených států proudily letecky přes mezinárodní letiště v arkansaské Meně.

## Symboly

### Další symboly
Mottem státu je „Regnat Populus“, květinou jabloňový květ, stromem borovice, ptákem drozdec a písní Arkansas.

## Geografie
Východní hranici Arkansasu tvoří řeka Mississippi a odděluje ho od státu Mississippi. Jižní hranici má s Louisianou, severní s Missouri a Tennessee a západní s Texasem a Oklahomou. Arkansas je krásná země plná hor a údolí, hustých lesů a úrodných plání. Západní Arkansas je hornatý, ve východní části jsou nížiny. Horská pásma Ozark a Ouachita, která se nacházejí v severním a západním Arkansasu, jsou známa také jako Skotská vysočina. Arkansas je jediná země USA, kde se volně nacházejí diamanty.
- Nejvyšší bod je 839 m nad mořem
- Nejnižší bod je 17 metrů nad mořem
- Šířka státu činí 385 km
- délka státu činí 420 km

## Ekonomika
HDP Arkansasu je 64 miliard dolarů, což ho řadí na 33. místo v unii. HDP na hlavu činí 22 257 USD (to je 1855 dolarů měsíčně), což je přibližně průměr EU. V měřítku USA je na 47. místě, takže spíše horší průměr. V ekonomice Arkansasu je důležité zemědělství.
- Hlavními zemědělskými produkty jsou: chov drůbeže, dobytka a prasat, produkce vajec, dále sója, bavlna, rýže, mléko.

Nezanedbatelný je i průmysl.
- Hlavní průmyslová odvětví: zpracování potravin, kovovýroba, výroba strojů a papírů a těžba bromu, vanadia a diamantů.

## Demografie
Podle sčítání lidu z roku 2010 zde žilo 2 915 918 obyvatel. Podle sčítání lidu v roce 2000 měl Arkansas asi 2 673 400 obyvatel. Hlavní a největší město je Little Rock (183 133 ob.) Další významná města jsou Fort Smith (80 268), Fayetteville (58 047), Jonesboro (55 515).

### Rasové složení
- 77,0 % Bílí Američané (nehispánští běloši 74,5 % + běloši hispánského původu 2,5 %)
- 15,4 % Afroameričané
- 0,8 % Američtí indiáni
- 1,2 % Asijští Američané
- 0,2 % Pacifičtí ostrované
- 3,4 % Jiná rasa
- 2,0 % Dvě nebo více ras

Obyvatelé hispánského nebo latinskoamerického původu, bez ohledu na rasu, tvořili 6,4 % populace.

### Náboženství
Arkansas, stejně jako ostatní jižní státy nazývané „biblický pás“, je protestantský. Církevní příslušnost obyvatel je následující:
- křesťané 86 %
  - protestanti 78 %
    - baptisté 39 %
    - metodisté 9 %
    - letniční 9 %
    - ostatní protestanti 21 %

  - římští katolíci 7 %
  - ostatní křesťané 1 %
- bez vyznání 14 %

## Osobnosti

### Politika
Jedním z nejznámějších rodáků ze státu Arkansas je nepochybně Bill Clinton, 42. prezident Spojených států. Tento demokratický politik se narodil ve městečku Hope. Po studiu diplomacie na Georgetownské univerzitě a později v anglickém Oxfordu začal přednášet právo na Arkansaské univerzitě ve Fayetteville. V roce 1976 vyhrál volby na post vrchního státního zástupce Arkansasu a tuto funkci vykonával do roku 1979. Ve volbách roku 1978 se stal poprvé arkansaským guvernérem. Podruhé do tohoto úřadu nastoupil po volbách v roce 1982 a funkci guvernéra vykonával až do svého zvolení prezidentem o deset let později. Jako guvernér se nejvíce zaměřoval na zlepšení ekonomické úrovně státu (snažil se snižovat nezaměstnanost a vyrovnat státní rozpočet), svoji aktivitu zaměřil i na oblast zdravotnictví. Tato témata, tedy silný apel na sociální problematiku, byla Clintonovi vlastní i za jeho působení v Bílém domě. S osobou prezidenta Clintona je zde spojena řada míst, zejména pak v hlavním městě Little Rocku. Osobnost Billa Clintona připomíná nejen sídlo guvernéra Arkansasu, ale i muzeum William J. Clinton Presidential Center. V rozlehlé stavbě jsou na několika patrech shromážděny informace o životě a díle Billa Clintona. V Little Rocku se v roce 1880 narodil pětihvězdičkový generál armády Spojených států amerických Douglas MacArthur, který se za 2. světové války významně podílel na osvobozování Tichomoří.

### Kultura
Dne 26. února 1932 se v malém městečku Kingsland narodil jeden z nejvýznamnějších amerických zpěváků dvacátého století Johnny Cash. Spolu s rodiči Rayem a Carrie a šesti sourozenci se v roce 1935 přestěhoval do Dyess, kolonie, která byla součástí Rooseveltova plánu na obnovu hospodářství v zemi. V březnu roku 1994 zde Johnny Cash otevřel poštovní stanici, která byla pojmenována jeho jménem. Dalším country zpěvákem pocházejícím z Arkansasu je např. Glen Campbell. V Arkansasu se narodil spisovatel John Grisham, jenž se proslavil románem Případ Pelikán z roku 1992. Z města Hot Springs pochází herec, režisér, hudebník a scenárista Billy Bob Thornton, někdejší manžel Angeliny Jolie, který za scénář k filmu Sling Blade získal Oscara.

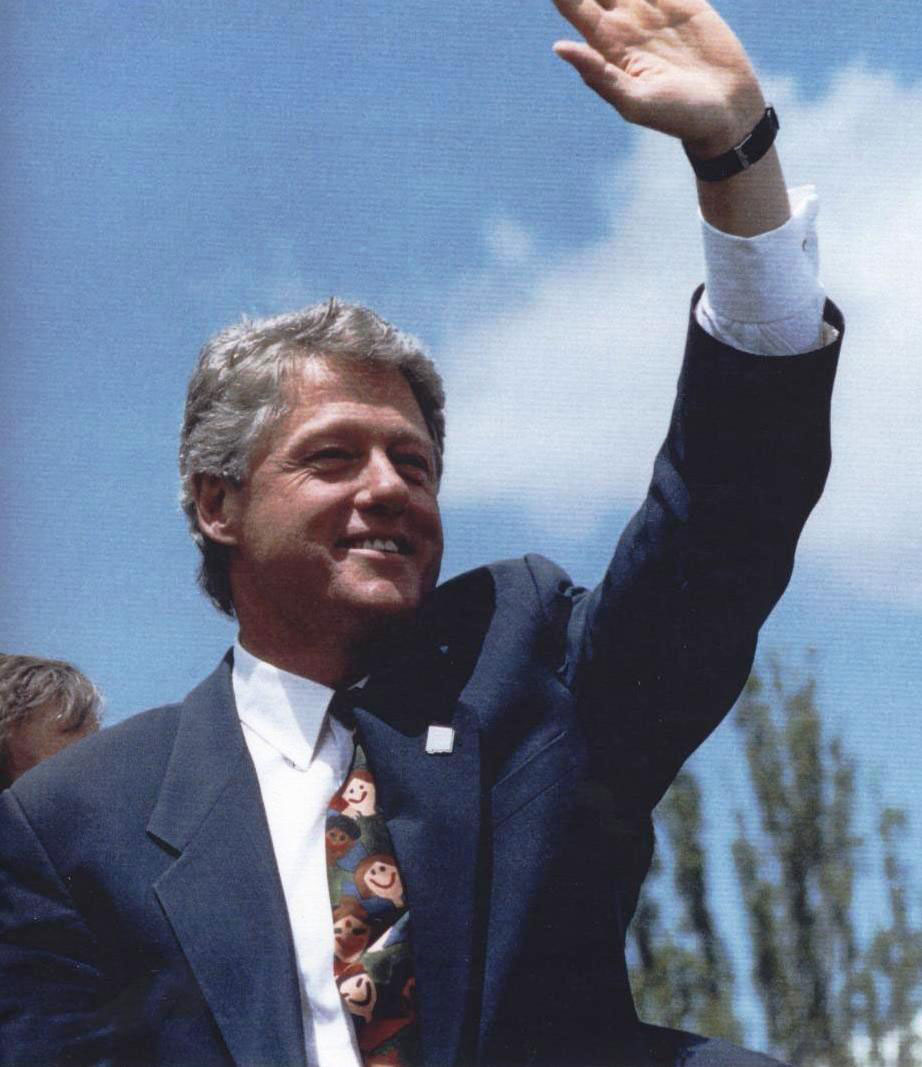
Prezident Bill Clinton
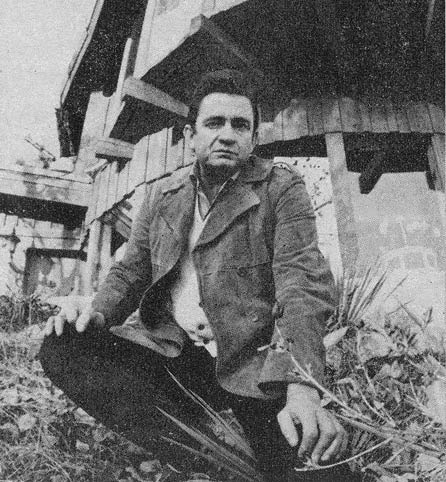
Zpěvák Johnny Cash